# Kleingebiet Miskolc
Das Kleingebiet Miskolc (ungarisch Miskolci kistérség) war bis Ende 2012 eine ungarische Verwaltungseinheit (LAU 1) innerhalb des Komitats Borsod-Abaúj-Zemplén. Im Zuge der Verwaltungsreform von 2013 gingen die Gemeinden des Kleingebiets zum größten Teil (37 von 40 Gemeinden) in den nachfolgenden Kreis Miskolc (ungarisch Miskolci járás) über, 2 Ortschaften wechselten in den Kreis Kazincbarcika (ungarisch Kazincbarcikai járás), die Ortschaft Muhi wechselte in den Kreis Tiszaújváros (ungarisch Tiszaújvárosi járás).
Ende 2012 lebten auf einer Fläche von 1006,37 km² 257.559 Einwohner. Mit 256 Einwohnern pro Quadratkilometer war es damit das am dichtesten besiedelte Kleingebiet im Komitat. Der Verwaltungssitz befand sich in der drittgrößten Stadt Ungarns, der Stadt mit Komitatsrecht Miskolc.

## Städte
- Alsózsolca (5.768 Ew.)
- Emőd (4.932 Ew.)
- Felsőzsolca (6.658 Ew.)
- Miskolc (162.905 Ew.)
- Nyékládháza (4.965 Ew.)
- Sajóbábony (2.872 Ew.)
- Sajószentpéter (12.034 Ew.)

## Gemeinden
| Alacska          | Arnót           | Berzék      | Bőcs        | Bükkaranyos   |  |
| Bükkszentkereszt | Gesztely        | Harsány     | Hernádkak   | Hernádnémeti  |  |
| Kisgyőr          | Kistokaj        | Kondó       | Köröm       | Mályi         |  |
| Muhi             | Onga            | Ónod        | Parasznya   | Radostyán     |  |
| Répáshuta        | Sajóecseg       | Sajóhídvég  | Sajókápolna | Sajókeresztúr |  |
| Sajólád          | Sajólászlófalva | Sajópálfala | Sajópetri   | Sajósenye     |  |
| Sajóvámos        | Szirmabesenyő   | Varbó       |             |               |  |